# Max Buchholz (Grafiker)

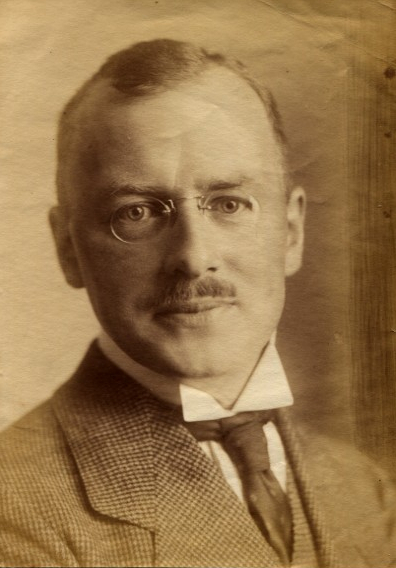
Max Buchholz (ca. 1920)

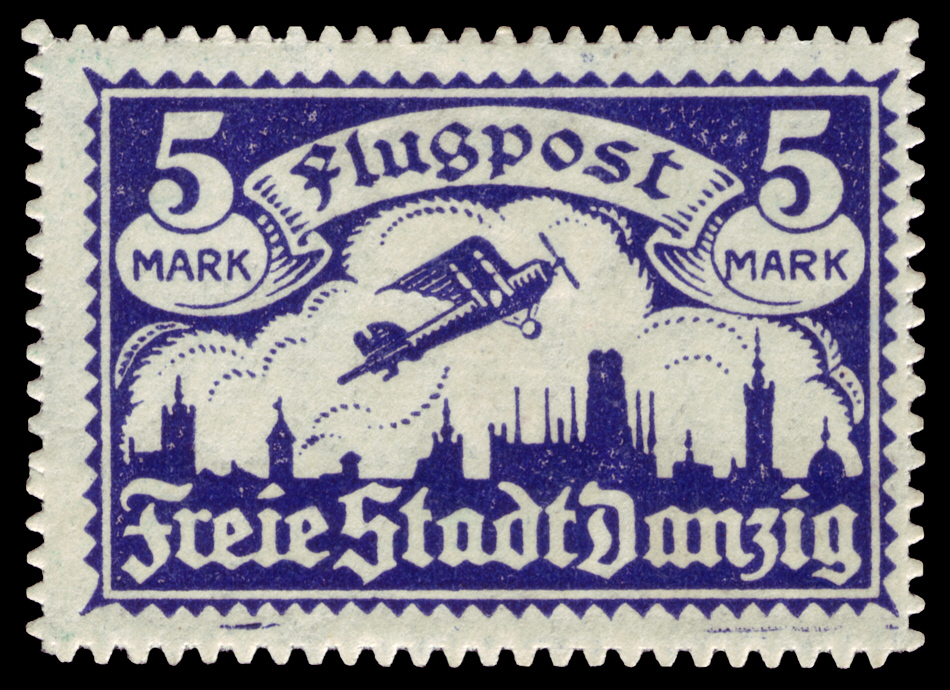
Briefmarke aus dem Jahr 1921

Max Paul Julius Buchholz (* 13. Februar 1878 in Liegnitz, Provinz Schlesien; † 11. Oktober 1947 in Pegnitz, Oberfranken) war ein deutscher Kunstmaler und Grafiker, der vor allem in Danzig tätig war.

## Biografie
Max Buchholz studierte an der Kunstgewerbeschule Berlin und der Kunstschule Breslau. 1908 wurde er an die Danziger Handwerkerschule berufen und war dort mehr als 17 Jahre Oberlehrer der Kunstgewerbeabteilung.
Buchholz entwarf den Großteil der Briefmarken für die Post der Freien Stadt Danzig sowie Schmucktelegramme und Postkarten mit berühmten Danzigern. Für den Senat der Stadt gestaltete er Ehrenpreise, Medaillen und Urkunden, sowie zwei Notgeldscheine während der Hyperinflation 1923. Auch für die Industrie und den Handel in Danzig war er als Gebrauchsgrafiker tätig. Ferner gestaltete er zwei Kirchen und eine Stadthalle in Schlesien mit seiner dekorativen Malerei aus.
Nach seiner Flucht nach Oberfranken war er ab Anfang 1945 vor allem als Kunstmaler tätig. Dort entstandene Werke wurden der Stadt Pegnitz als Dauerleihgabe übergeben.
Buchholz starb 1947 mit 69 Jahren im Städtischen Krankenhaus von Pegnitz. Seine letzte Ruhestätte fand er auf dem Alten Friedhof in Pegnitz.
Max Buchholz hatte 1914 Susanne Bechmeier in Breslau geheiratet. Aus der Ehe gingen zwei Söhne hervor, die beide im Zweiten Weltkrieg fielen.
Teil seines Werkes sind heute im polnischen Nationalmuseum, dem Muzeum Poczty Polskiej w Gdańsku (Postmuseum) und im Stadtmuseum Danzig verwahrt.